# Josh Sharma
Joshua Henry "Josh" Sharma (Lexington, Massachusetts, 28 de septiembre de 1996) es un baloncestista estadounidense que pertenece a la plantilla del Bursaspor Basketbol de la BSL turca. Con 2,13 metros de estatura, juega en la posición de pívot.

## Trayectoria deportiva

### Universidad
Jugó cuatro temporadas con los Cardinal de la Universidad de Stanford, en las que promedió 4,8 puntos, 3,5 rebotes y 1,0 tapones por partido. En su última temporada lideró la Pacific-12 Conference en porcentaje de acierto en tiros de dos, con un 68,0% de efectividad.

### Profesional
Tras no ser elegido en el Draft de la NBA de 2019, disputó las Ligas de Verano de la NBA con los Utah Jazz, promediando 8,6 puntos y 3,8 rebotes en los cinco partidos que jugó. En el mes de julio firmó su primer contrato profesional, con el Spirou Charleroi de la Pro Basketball League, el primer nivel del baloncesto belga. En su primera temporada promedió 8,5 puntos, 6,1 rebotes y 1,4 tapones por partido.
El 4 de enero de 2021, firma por el Urbas Fuenlabrada de la Liga Endesa.